# Drahomanivka, Kozova
Drahomanivka (în ucraineană Драгоманівка) este un sat în comuna Kupciînți din raionul Kozova, regiunea Ternopil, Ucraina.

## Demografie
Componența lingvistică a localității Drahomanivka
     Ucraineană (100%)
Conform recensământului din 2001, toată populația localității Drahomanivka era vorbitoare de ucraineană (100%).